# Edificio Berlaymont
El Berlaymont es un edificio gubernamental en Bruselas, Bélgica, que alberga la sede del presidente y el gabinete de la Comisión Europea, la institución que encabeza el poder ejecutivo en la Unión Europea. La estructura se encuentra en la rotonda Schuman en el 200 Rue de la Loi, en lo que se conoce como el "barrio europeo". Construido en la década de 1960, el edificio fue el primer complejo que se construyó para la Comunidad Europea.
El presidente de la Comisión ocupa la oficina más grande, cerca de la sala de reuniones de la Comisión en la parte superior (piso 13). Aunque es el principal edificio de la Comisión, alberga sólo 2.000 de los 20 000 funcionarios de la Comisión con sede en Bruselas (32 262 en total). Además de los Comisarios y sus gabinetes, el edificio Berlaymont también alberga la Secretaría General del Servicio Jurídico.
En todo el barrio europeo, la Comisión ocupa 865 000 m² repartidos en 61 edificios con los edificios Berlaymont y el Carlomagno como los únicos de más de 50 000 m². Debido a la adhesión de 12 nuevos miembros en 2004 y 2007 el personal ha aumentado, ampliando hasta 35 000 m² el espacio de oficinas.
Originalmente la construcción incluía asbesto. El edificio fue renovado en la década de 1990 para eliminar este material y renovar la construcción con el fin de hacer frente a la ampliación de la Unión Europea. Después de un período de exilio en el edificio Breydel, la Comisión volvió a ocupar el edificio Berlaymont en 2005, comprándolo por 552 millones de euros.

## Historia

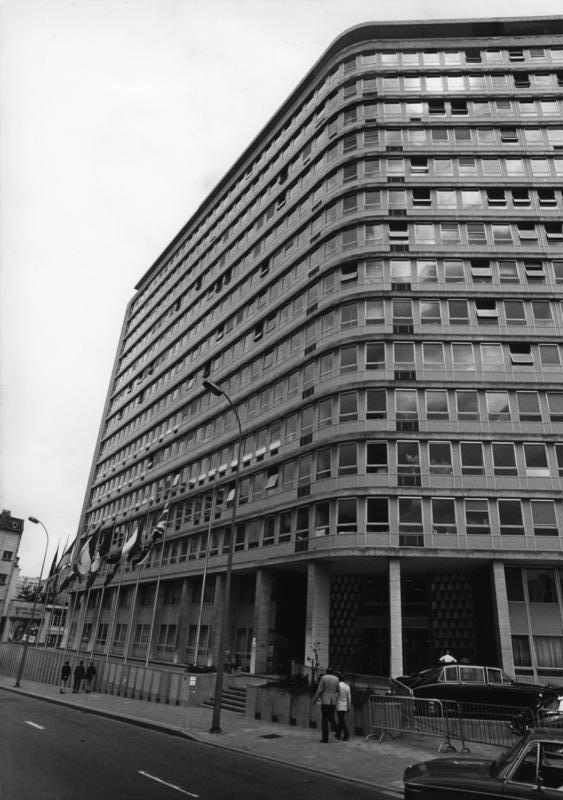
Vista del edificio en 1975 antes de su remodelación.

El edificio fue construido durante los años 60, para acoger la sede de la comisión europea. El estado belga deseaba alojar el edificio lo más cerca posible del centro de la ciudad, por lo que compraron un terreno de dos hectáreas al final de la Rue de la Loi (literalmente, calle de la Ley). Dicho predio pertenecía al convento de las Dames du Berlaymont, de allí recibe su nombre actual.
Sobre este terreno se construyó el edificio diseñado por el arquitecto Lucien de Vestel, sobre la base de una cruz de lados desiguales, cuya superficie construida suma 240 000 m² repartidos en 16 niveles, destinados a alojar a más de 3000 funcionarios. Los primeros inquilinos llegaron en 1967, pero todos tuvieron que desalojar el edificio en 1991, ya que la construcción contenía asbesto, una sustancia tóxica.
Fue renovado bajo la dirección del arquitecto Pierre Lallemand y ha vuelto a acoger la Comisión desde 2004. El estado Belga, que era propietario del inmueble, lo vendió a la Unión Europea por 552 millones de euros.

## Uso
El edificio ha albergado la Comisión Europea desde su construcción, y se ha convertido en un símbolo de la Comisión (su nombre convirtiéndose en una metonimia de la Comisión) y la presencia europea en Bruselas. La propia Comisión se extiende sobre unos 60 edificios, pero el Berlaymont es la sede de la institución, por ser la sede del presidente de la Comisión Europea y su Colegio de Comisarios.
Las siguientes Direcciones Generales (departamentos) tienen también su sede en el edificio Berlaymont: Recursos Humanos y Seguridad (AR), la Oficina de Consejeros de Política Europea (BEPA), Comunicación (COMM), Bruselas Oficina de Infraestructuras y Logística (OIB), Secretaría General (SG) y el Servicio Jurídico (SJ).
La oficina del Presidente y la sala de juntas de la Comisión están en el piso 13 (ocupado por el presidente en desafío a la superstición que rodea el número), junto con la sala de reuniones de la Hebdo y el restaurante La Convivialité.

## Ubicación
La Rue de la Loi (en francés) o Wetstraat (en holandés) es una calle importante del centro y este de Bruselas, Bélgica, famosa por la presencia de varios edificios gubernamentales importantes (tanto de Bélgica como de la Unión Europea). La calle, cuyo nombre en español es Calle de la Ley, discurre desde la Rue Royale/Koningsstraat (
), en el centro de Bruselas, hasta la rotonda Schuman (), en el barrio europeo. Forma la primera parte (la más occidental) de la autopista N3, que llega hasta Aquisgrán, Alemania.

## La Comisión Europea

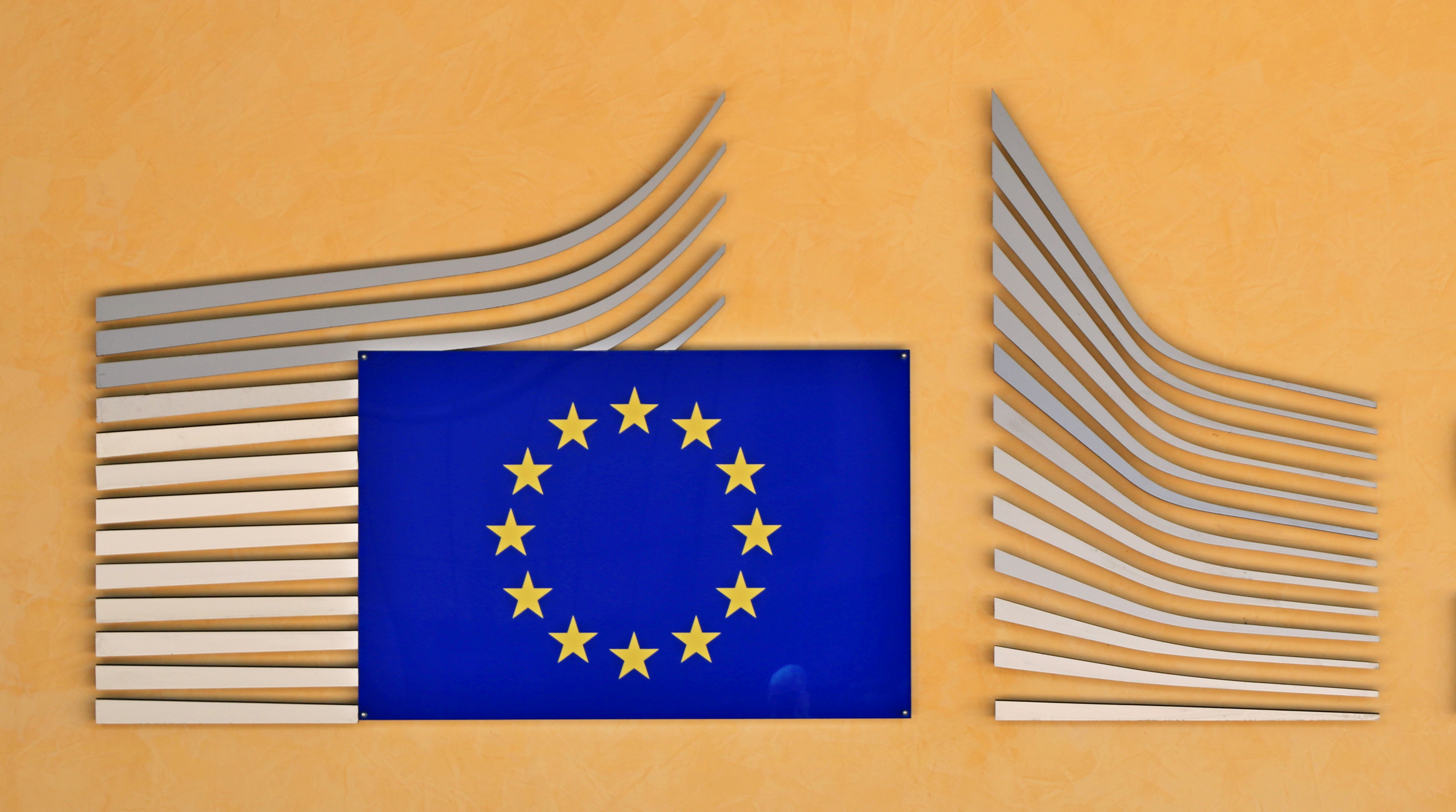
Logotipo de la Comisión Europea en la entrada del Berlaymont (evocación estilizada del edificio).

La Comisión Europea (CE), conocida también como «Ejecutivo comunitario», es una de las siete altas instituciones de la Unión Europea, la cual ostenta el poder ejecutivo y la iniciativa legislativa. Se encarga de elaborar y proponer legislación, tomar decisiones ejecutivas y dirigir la administración comunitaria. Opera de manera independiente a los gobiernos nacionales y representa y defiende los intereses de la Unión. Tiene su sede en la ciudad de Bruselas, Bélgica. La Comisión Von der Leyen II es el actual Colegio de Comisarios y lo preside la popular alemana Ursula von der Leyen.
Actúa de facto como un «Gobierno de Europa/de la Unión», y se compone de veintisiete miembros llamados comisarios, que a su vez ostentan cada uno una cartera. Hay un miembro por cada Estado miembro, pero los miembros están obligados a representar los intereses de la UE, no los nacionales. El líder de la institución es el presidente de la Comisión, que es elegido por el Parlamento Europeo por mayoría absoluta de un candidato propuesto por el Consejo Europeo, en función de los resultados de las elecciones europeas. Los otros veintiséis miembros de la Comisión son elegidos por el presidente electo, a partir de propuestas de cada uno de los Estados. Cada comisario elegido y propuesto por el presidente electo, deberá pasar por una comisión jurídica del Parlamento. El presidente electo envía una propuesta final de formación de Colegio de Comisarios al Parlamento Europeo, donde el conjunto se somete a una última votación. 
La Comisión, en su misión de defender el interés común y general de la Unión, se encarga del pleno respeto a los Tratados por parte de todas las administraciones públicas (nacionales o comunitaria) y garantiza la correcta aplicación de la legislación derivada en todo el territorio de la Unión junto al Tribunal de Justicia.  
El término «Comisión» puede designar dos realidades no estrictamente idénticas. Así, puede hacer referencia, por una parte, al conjunto de miembros que la componen en sentido estricto, y que, constituidos en un Colegio de Comisarios, son los depositarios formales de sus poderes; por otra, al conjunto administrativo que los asiste, y que engloba a una oficina ejecutiva compuesta por más de 38 000 funcionarios. Este artículo empleará, preferentemente, el término en el primer sentido institucional apuntado, sin perjuicio de referir la actividad de la administración que dirige y en que se sostiene.